# رايل كلوب دو كاديوغو
رايل كلوب دو كاديوغو (بالفرنسية: Rail Club du Kadiogo)‏ نادي كرة قدم بوركيني يلعب في دوري الدرجة الممتازة . تم تأسيس النادي في سنة 1967 . ويلعب مبارياته على الملعب البلدي.